# Józef Florczak
Józef Florczak (ur. 25 września 1887 w Brzykowie, zm. 30 kwietnia 1943 w Dachau) – polski duchowny katolicki, prałat, kanonista, profesor i dziekan Wydziału Prawa Kanonicznego Katolickiego Uniwersytetu Lubelskiego, wcześniej wykładowca Cesarskiej Rzymskokatolickiej Akademii Duchownej w Petersburgu. Pracownik dykasterii watykańskich.

## Życiorys

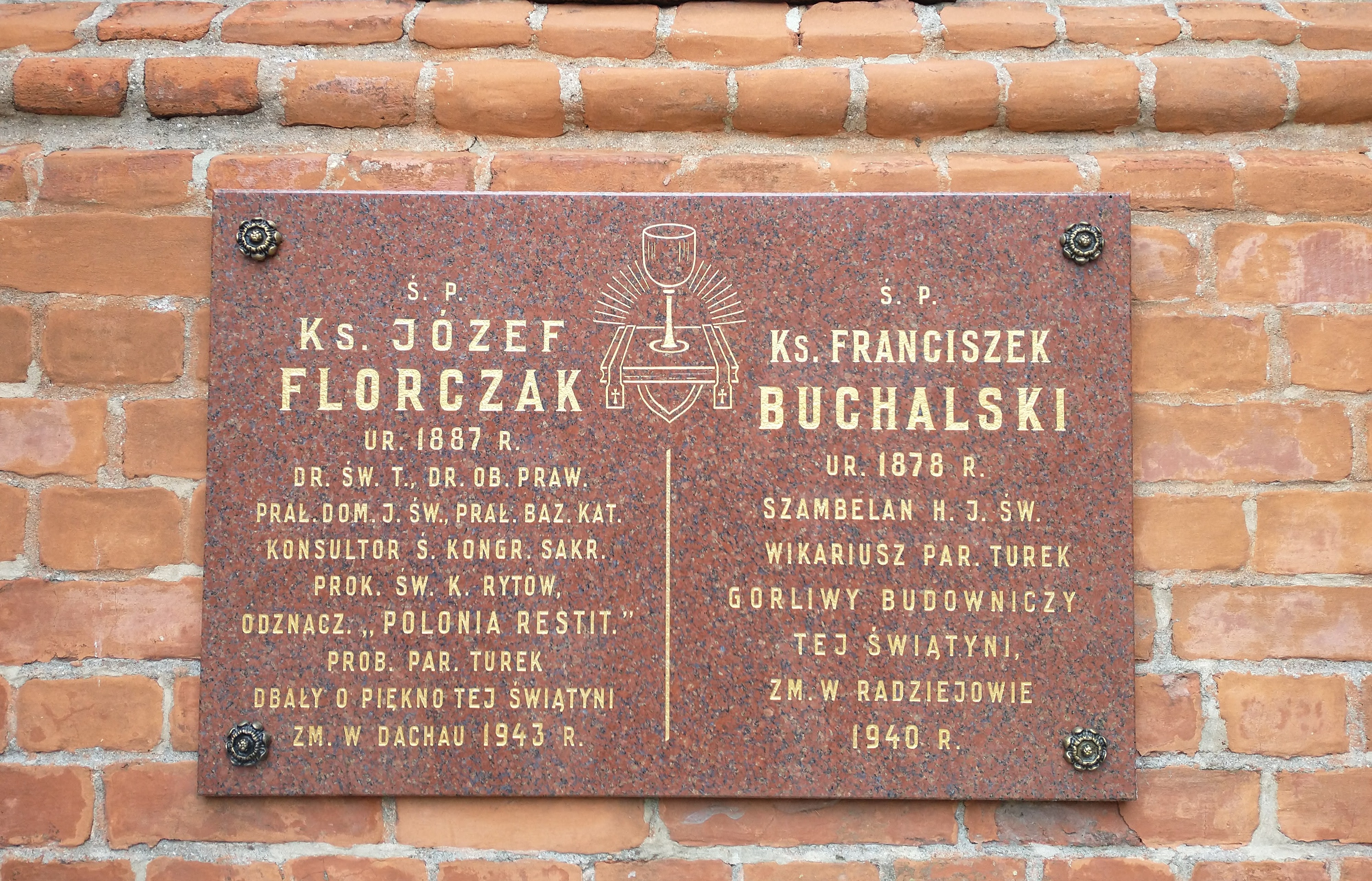
Tablica pamiątkowa na kościele Najświętszego Serca Pana Jezusa w Turku

W latach 1903–1909 studiował w Wyższym Seminarium Duchownym we Włocławku. Święcenia kapłańskie przyjął 7 sierpnia 1910. Następnie studiował w Cesarskiej Rzymskokatolickiej Akademii Duchownej w Petersburgu (1910–1913) oraz był doktorantem w zakresie prawa na Angelicum w Rzymie (1913–1914). W latach 1915–1918 był profesorem Akademii w Petersburgu, a w 1918–1922 profesorem Katolickiego Uniwersytetu Lubelskiego, w którym w latach 1919–1920 był dziekanem Wydziału Prawa Kanonicznego i Nauk Moralnych KUL. W latach 1920–1929 był pracownikiem Kolegium Rozkrzewiania Wiary w Rzymie, audytorem Roty Rzymskiej, konsultorem Kongregacji Sakramentów, prokuratorem Kongregacji Rytów oraz rektorem kościoła św. Stanisława Biskupa i Męczennika w Rzymie (do 1931).
10 listopada 1928 został odznaczony przez władze II Rzeczypospolitej Krzyżem Komandorskim Orderu Odrodzenia Polski.
W latach 1931–1942 był proboszczem parafii Najświętszego Serca Pana Jezusa w Turku, a od 1936 do 1942 dziekanem dekanatu tureckiego.
W 1942 został aresztowany przez niemieckie władze okupacyjne. 5 maja 1942 przybył z transportem księży do KL Auschwitz (otrzymał tam numer więźniarski 30277). Następnie przewieziony do obozu koncentracyjnego Dachau, gdzie zmarł.